# Уральський ВТТ
Уральський ВТТ (рос. УРАЛЬСКИЙ ИТЛ, Ураллаг) — підрозділ, що діяв в структурі Головного управління виправно-трудових таборів Народного комісаріату внутрішніх справ СРСР (ГУЛАГ) з 07.06.47 по 29.04.53.

## Підпорядкування і дислокація
- СГУ (Спеціальне головне управління), у складі УВТТК УМВС по Свердловській обл. з 07.06.47;
- ГУЛАГ МЮ з 02.04.53.

Дислокація: м. Свердловськ (нині Єкатеринбург)

## Виконувані роботи
- видобуток руди в тресті «Уралзолото», в тому числі підземний,
- лісозаготівлі, земляні роботи ,
- проектні роботи у філії ін-ту «Діпрозолото» (рос. «Гипрозолото») — «Уралдіпрозолото» з 16.05.52

## Чисельність з/к
- 01.08.47 — 1119,
- 01.01.48 — 1383;
- 10.04.52 — 1858,
- 01.03.53 — 1540